# ボーダーライン (パチンコ)
パチンコにおけるボーダーラインとは、パチンコ台における単位金額あたりのデジタルスロット回転回数が、理論上損益分岐点（損益プラスマイナス0）を上回るとされる数値のこと。この概念に基づく考え方は1989年にボーダー理論としてパチプロ石橋達也により提唱された。ボーダーライン理論とも。

## 概要
ボーダーラインの算出法は期待値の算出法の単純な応用であるが、利便性を考慮して実用上は投資金1,000円あたりのデジタルスロット回転回数の値を用いることが一般的である。デジタル式のパチンコは（確率変動中か通常時かの違いを除けば）抽選確率が毎回一定であることから、1回でも多くスタートチャッカーに玉が入賞して回転する台が良いとされる。1,000円で15回転する台より20回転する台のほうが単純計算で抽選回数は約1.33倍であり、それだけ大当たりのチャンスが増える。一定の投資額に対し何回デジタル回転が発生するかをカウントすればいいのみという明解さに、ボーダー理論の実用上の利便性が存在する。
当然のことながらボーダーラインとなる回転数は機種によって異なるほか、同じ機種でも店の営業形態（主に換金率、1回交換か無制限かなど）によってボーダーラインは左右される。例えば換金率が高いほどボーダーラインは下がり（損益分岐点に到達するのに必要な出玉が少なくて済むため）、1回交換よりも無制限の方がボーダーラインは低くなる（一度持ち球による遊技に入ると、換金率によるギャップの影響が少なくなるため）。また実際の出玉はパチンコ台の釘調整によって多少増減があるため、釘調整によって出玉が削られているようなケースではボーダーラインが上がる。
パチンコ情報誌では、通常機種ごとの紹介ページにおいてその機種のボーダーラインを紹介しているほか、テレビのパチンコ番組でも、実戦形式の番組（『パチンコ激闘伝!実戦守山塾』『パチンコ勝ち台実戦チェック!2』（いずれもMONDO TV）など）においてボーダーラインが紹介されることが多い。
但しボーダーラインはあくまでも理論値にすぎず、偶然に左右されることから、「長期的に見てその台をプレイし続ければ、理論上確率は収束して収支はマイナスにはならない」ということであり、必ずしも「ボーダーラインを超える台だから勝てる／儲けが出る」ということにはならない。また、パチンコホールは各台の釘や風車の調整を随時行っていて、それにより同じ台であっても実際のボーダーラインは変化しうる。